# Шаміль Борхашвілі
Шаміль Борхашвілі (нар. 9 червня 1995) — австрійський дзюдоїст, бронзовий призер Олімпійських ігор 2020 року.

## Виступи на Олімпіадах
| Олімпіада  | Дисципліна | Місце |
| ---------- | ---------- | ----- |
| Токіо 2020 | до 81 кг   | 3     |